# Хон, Николай
Николай Хон — советский хозяйственный, государственный и политический деятель, Герой Социалистического Труда.

## Биография
Родился в 1923 году в Сучанском районе Приморской области. Член КПСС с 1951 года.
С 1942 года — на хозяйственной, общественной и политической работе. В 1942—1980 гг. — колхозник, звеньевой колхоза «Правда» Верхне-Чирчикского района Ташкентской области, бригадир, начальник участка колхоза в Ташкентской области.
Указом Президиума Верховного Совета СССР от 17 июля 1951 года присвоено звание Героя Социалистического Труда с вручением ордена Ленина и золотой медали «Серп и Молот».
Умер после 1980 года.